# Paracorynanthe
Paracorynanthe är ett släkte av måreväxter. Paracorynanthe ingår i familjen måreväxter.
Kladogram enligt Catalogue of Life:
| Paracorynanthe | \| \| Paracorynanthe antankarana \| \| \| \| \| \| Paracorynanthe uropetala \| \| \| \| |
|                | \| \| Paracorynanthe antankarana \| \| \| \| \| \| Paracorynanthe uropetala \| \| \| \| |
|                | Paracorynanthe antankarana                                                              |
|                |                                                                                         |
|                | Paracorynanthe uropetala                                                                |
|                |                                                                                         |